# Woot
Die Woot Inc. ist eine amerikanische Internet-Verkaufsplattform aus Carrollton, Texas. Das Unternehmen wurde von dem Elektronik-Großhändler Matt Rutledge gegründet und ging am 12. Juli 2004 online. Woot war einer der amerikanischen Pioniere des „Deal of the day“ Verkaufsmodells im Internet. Auf seiner Webseite woot.com bietet Woot jeden Tag genau ein Produkt zum Discountpreis an. Das Angebot gilt genau 24 Stunden lang. Jeden Tag um Mitternacht läuft das Angebot aus und wird gegen ein anderes Produkt ersetzt. Die von Woot angebotene Produktpalette ist groß, dreht sich aber hauptsächlich um Computerkomponenten und Elektronikartikel. 2010 wurde die Firma von Amazon übernommen.

## Name
Der Name Woot geht zurück auf Begriff aus dem Netzjargon. Der Ausruf „W00t!“ ist besonders in Chats gebräuchlich, um Freude oder Erfolg auszudrücken. Zugleich kann Woot aber auch als Apronym für den Satz „Want one of those“ („Will eins davon“) stehen.

## Geschäftsmodell
Unter dem Motto „One Day, One Deal“ bietet Woot jeden Tag ein Produkt bis entweder die Lagerbestände ausverkauft sind oder es um Mitternacht (UST-6) gegen ein anderes Angebot ausgetauscht wird. Auch wenn ein Produkt bereits vor Mitternacht ausverkauft wird, wird es erst um Null Uhr gegen das folgende Angebot ausgetauscht. Eine Ausnahme bilden die so genannten Woot-Offs. Als Besonderheit des Geschäftsmodells werden die Produkte im Vorhinein niemals angekündigt. Die dadurch angeregten Impulskäufe können dazu führen, dass das jeweilige Produkt innerhalb von Stunden oder Minuten bereits ausverkauft ist. Das Woot-System setzt auf Einfachheit und Überraschung.
Eine Anzeige für die Restbestände von Produkten gibt es bei Woot nicht, jedoch wird der Bestellbutton animiert, sobald nur noch 10 oder weniger Prozent der Lagerbestände vorhanden sind. Erst wenn ein Produkt ausverkauft ist, veröffentlicht Woot die Verkaufszahlen.
Die Versandkosten bei Woot betragen innerhalb der USA pauschal 5 US-Dollar pro Bestellung. Der Woot-Versand ist auf die USA beschränkt, weshalb es anderswo auf der Welt viele Nachahmer gefunden hat.

## Marketingkommunikation
Der Marketingstil des Unternehmens setzt ganz auf Respektlosigkeit. Die Produktbeschreibungen verspotten häufig das Produkt, den Kunden oder Woot selbst. Produktschwächen werden präventiv eingeräumt. Die Nutzer der Woot-Community stellen häufig ihre eigenen Recherchen an und posten ihre Meinung im Forum. Von den Woot-Mitarbeitern als qualitativ besonders gut empfundene Beiträge werden komplett oder auszugsweise hervorgehoben, ungeachtet dessen, ob sie ein positives oder negatives Bild auf das Angebot werfen.
Die Nutzer von Woot können ihre Meinungen zum Tagesprodukt im Internetforum der Wootplattform austauschen.
Ein wichtiger Bestandteil der Woot-Community sind von Woot veranstaltete Photoshop-Wettbewerbe. Die drei besten Beiträge erhalten Bargeldpreise. Einige Beiträge erhalten auch eine lobende Erwähnung und einen Versandkostengutschein für die nächste Bestellung. Beiträge, die das gestellte Thema verfehlen oder besonders dürftig bearbeitet wurden, erhalten die Chance auf den Monkey Prize (“monkey”, engl. Für Affe; “to monkey”, engl. für “Unfug treiben”). Dieser wird mit einem geringwertigen Preis belohnt, der in der Regel einen Bezug zu Affen hat. Einige User, die es speziell auf diesen Preis abgesehen haben, erstellen daher extra schlechte Beiträge, um diesen Trostpreis zu bekommen.

## Verkaufsaktionen

### Woot-Off
Gelegentlich weicht Woot von seinem one-deal-a-day Geschäftsmodell ab. Während eines Woot-Offs wird während einer vorher nicht näher genannten Zeitspanne, üblicherweise 24 bis 72 Stunden, eine Folge von Produkten angeboten. Während dieser Verkaufsphasen überschreiten die Umsätze typischerweise eine Million US-Dollar.

### Bag O’Crap
Auch mit der hin und wieder angebotenen Bag O’Crap (kurz: BOC, “Tüte voller Mist”) weicht Woot von seiner üblichen Angebotsstruktur ab. Die BOC, die offiziell unter dem Titel “Random Crap” verkauft wird, beinhaltet in den meisten Fällen Tand im Wert von einem Dollar. Einigen wahllos ausgewählten Boxen werden dabei erheblich teurere elektronische Geräte hinzugefügt. Für gewöhnlich ist die BOC binnen weniger Minuten nach Verkaufsstart bereits restlos ausverkauft.
Aufgrund der Beliebtheit der BOC in der Woot-Forencommunity denken sich die Betreiber der Seite immer wieder Wortfilter aus, die auf ironische Weise Wörter oder Wortteile hervorheben oder verändern, die auf die Bag O’ Crap verweisen
Am 1. April 2007 wurde als Aprilscherz die Bag O’Crap für 1.000.001 US-Dollar, zuzüglich der üblichen Versandkosten, angeboten. Gleichzeitig räumte ein Coupon Code im Produktbild einen Rabatt von 1 Mio. Dollar auf das Angebot ein.

### Produkteinführungen
Zu einigen Anlässen, beginnend mit dem Gamma Launch des Neuros MPEG4 Rekorders, ging Woot Partnerschaften mit anderen Unternehmen ein, um ein neues Produkt exklusiv als erster und einziger Verkäufer auf seiner Website anbieten zu können. Auf diese Produkt-“Launches” weist ein Icon hin, das eine animierte Rakete zeigt, die von einigen Usern scherzhaft als “Papsthut” bezeichnet wird.

### 2-for-Tuesday
Seit dem 10. Januar 2006 bietet Woot jeden Dienstag zwei verschiedene Produkte kombiniert in einem Paket an. Woot benutzt den Dienstag auch immer wieder für andere Angebote größerer Produktmengen. Die Verkaufsaktionen werden dann entsprechend der Produktmenge auch mal 3-for-Tu3sday oder 4-for-Fuesday genannt.

## Podcasts
An jedem Wochentag, wenn Woot ein neues Produkt einstellt, veröffentlicht das Portal auch einen Podcast. Der Podcast liefert eine kurze Beschreibung des zum Verkauf angebotenen Produktes und featured einen oft humorvollen Song oder eine Parodie auf den zu verkaufenden Artikel. Die Podcasts werden von Matthew Shultz produziert.
Ein anderes wiederkehrendes Podcast-Feature ist der Podcast Mailbag (“Postsack”). Anstelle eines Songs werden E-Mails verlesen, die bei Woot.com eingegangen sind. Begleitet wird der “Mailbag” von Pianomusik. Immer wieder werden auch Voicemail-Nachrichten von Usern in den Podcast eingespielt. Regelmäßig endet der Mailbag mit den Worten: “E-Mails, die nicht on air beantwortet werden, werden möglicherweise überhaupt nicht beantwortet; Deshalb, wenn es sich um einen Notfall handelt, mailen Sie nicht an podcast@woot.com, sondern wählen Sie 9-1-1”.
Das Sonic Trivia Quiz ist ein unregelmäßiges Woot Podcast. Es ist eine Mischung verschiedener Soundclips und geht es darum, die einzelnen Clips zu identifizieren und herauszufinden, was sie alle gemeinsam haben.
Tage, an denen die Bags of Random Crap verkauft werden, erhalten (außer bei Woot-Offs) einen Random Crap Themensong. Auch die Woot-Off-Aktionen werden von Themensongs begleitet. Lieder für Produkte, die einen Bezug zum Herzen haben, haben stets einen pochenden Rhythmus, der an Herzklopfen erinnert. Ein Beispiel für diese Produkte sind Blutdruck- oder Pulsmessgeräte.
Wann immer Produkte mit Bluetooth-Technologie verkauft werden, empfiehlt das Podcast einen bestimmten Song. Von einer Piratencrew gesungen, erzählt das Lied die Geschichte von “Bluetooth, dem furchterregendsten Piraten der Sieben Weltmeere” und seinen ruchlosen Taten. In der Mitte des Songs meldet sich jedes Mal eine einzelne Stimme aus dem Chor der Piraten und beklagt, dass Bluetooth eine Technologie ist und nichts mit Piraten zu tun hat. Auch Produkte des Herstellers Magellan, hauptsächlich GPS Systeme, werden von einem besonderen Song begleitet. Dieser beginnt immer mit “Ferdinand Magellan, der Weltumsegler, kreuzte die verflixten Meridiane, kreuzte den verflixten Äquator...”

## Woot-Dienste und -Applikationen
Einige Mitglieder der Woot-Community haben ihrerseits Dienste und Applikationen für Woot entwickelt. Einige von ihnen haben sich darauf spezialisiert, die User zu informieren, sobald ein neues Woot-Produkt angeboten wird. Andere konzentrieren sich auf den Tausch von Artikeln, die bei Woot gekauft wurden.

## Spin-offs

### wine.woot!
Am 22. Mai 2006 begann Woot mit dem Betatest einer Woot-Plattform für Weine. Mit dem Slogan “One Week, One Wine” startete das Projekt am 2. Oktober 2006 offiziell und bietet seither jeden Montag eine andere Weinsorte an. Bereits nach 2 Monaten begann Woot, seine eigene Weinmarke mit dem Namen Monkey Prize anzubieten. Der als Woot Cellars Cabernet Sauvignon beschriebene Wein wird für 59.99 US-Dollar verkauft und bekam eine herausragende Bewertung durch den US-amerikanischen Önologen Gary Vaynerchuk in seiner Video Podcast Weinverkostung.
Seit Oktober 2007 gibt es bei Woot Wine die Labrats (“Laborratten”), ein Konzept, um mit einem Einkauf zum richtigen Zeitpunkt und etwas Glück automatisch eine zusätzliche Flasche des Wochenangebotes zugeschickt bekommen. Wer diese zusätzliche Flasche erhält, wird von Woot dazu angehalten, seine Meinung über den Wein im Forum abgeben. Neben der reinen Positiv- oder Negativbewertung, können die User ihre Gedanken zu dem Wein auch in Worte fassen.
Am 1. November 2007 bot wine.woot! zum ersten Mal Käse zum Wein an. Dieser war als Überraschungsangebot nach dem Ausverkauf des Wochenweines angekündigt und verkauft worden.
Die aktuelle Gesetzeslage in den USA erlaubt lediglich die Lieferung in 42 der 50 US-Bundesstaaten.

### shirt.woot!
Mit Woot Shirts bietet Woot jeden Tag ein neues T-Shirt-Design für 15 US-Dollar an. Das Projekt begann am 20. Juli 2007 anfangs wochentäglich und läuft seit dem 1. September 2007 auch an den Wochenenden. Das erste verkaufte Shirt trug das “Woot Launch”-Motiv, um die Einführung der Website zu feiern. Es zeigte das bereits erwähnte Raketen-Icon, das auf woot.com für die Markteinführung neuer Produkte verwendet wird.
Die T-Shirts werden per Siebdruck in Woots Einrichtungen in Carrollton, Texas, hergestellt. Die Designausschreibung und -auswahl läuft über das Woot-Büro in St. Louis. Die meisten Designs sind von namhaften, etablierten Designern. Der Druck erfolgt auf einfarbige T-Shirts der Firma American Apparel. Die Grundfarbe des Shirts wird vom Shirtdesigner ausgewählt und mit seinem Motivvorschlag eingereicht.
Wöchentlich veranstaltet Woot T-Shirt-Designwettbewerbe auf seiner Website. Die Einsendungen müssen sich an genaue Richtlinien halten. Nur die eingereichten Beiträge, die alle Kriterien erfüllen, werden auch im Woot-Blog gepostet und können von den Usern gewählt werden. Das Design mit den meisten Stimmen wird am darauffolgenden Freitag zum Verkauf angeboten. Das zweitplatzierte Design wird am Samstag und das drittplatzierte am Sonntag verkauft. Die Gewinner erhalten ein Preisgeld und einen Anteil am Umsatz. Nur registrierte Benutzer, die mindestens einen Einkauf getätigt haben, dürfen an dem Wettbewerb teilnehmen.
Um Freunden und Familien der Künstler entgegenzukommen, die auf dem herkömmlichen Weg kein T-Shirt bestellen konnten, hat Woot Shirt sein One-deal-a-day Prinzip um eine Second Chance-Option erweitert. T-Shirts, die ausverkauft oder vom Kunden verpasst wurden, können damit auch nach dem eigentlichen Verkaufsdatum noch nachbestellt werden. Eine Beschränkung, wer ein Second Chance Shirt kaufen darf, gibt es nicht. Jedoch gibt es ein kompliziertes Verfahren, das aus der Nachfrage an T-Shirt-Nachbestellungen, regelmäßig ermittelt, welche 20 Motive in den Second Chance-Pool gelangen. Die Bestelllinks für ältere Second Chance Shirts werden nicht auf shirt.woot publiziert, sondern von Usern in Blogs gesammelt.
In Anlehnung an den Random Crap auf der Woot Hauptseite, gibt es seit November 2007 auf Woot Shirt die Random Shirts für 6,66 US-Dollar.

### sellout.woot!
Am 12. September 2007 ging Woot eine Partnerschaft mit Yahoo! ein und entwickelte die Seite sellout.woot.com. Alle Produktangebote und Kaufabwicklungen werden von Woot übernommen. Erreichbar ist die Seite jedoch nur über die Shopping-Seite von Yahoo!. An sieben Tagen in der Woche werden zur selben Zeit wie auch auf anderen Woot-Seiten neue Produkte angeboten.

## Statistisches
Am 26. Juli 2005 gab ein Woot Blogeintrag einige erste statistische Daten über Wootkunden heraus. Der Wooter mit den meisten Einkäufen, hatte 338 Produkte in 114 verschiedenen Woots gekauft. Ein anderer User hatte 16.285,62 US-Dollar auf Woot ausgegeben.
Ein weiterer Blogeintrag vom 20. September 2005 enthüllte, dass im Durchschnitt 62 % der Kunden genau ein Exemplar eines Produktes kaufen, 14 % kaufen zwei Stück und 24 % drei Stück. Im Durchschnitt finden 27 % der Verkäufe in der ersten Stunde statt. Die höchsten Verkaufszahlen erreicht Woot gegen 7 Uhr am Morgen. Die US-Bundesstaaten mit den meisten Produktkäufen pro Kopf sind Nevada (637), Washington (828), Maryland (865), Kalifornien (876) und Utah (893).
Im Juli 2007 gab Woot an, über 800.000 registrierte Mitglieder zu haben. Laut Woot wurde der eine-millionste Artikel, ein 4 GB USB-Stick, am 5. Februar 2007 verkauft. Als Belohnung bekam der Käufer dieses Artikels das Produkt von Woot geschenkt.
Auch während und nach eines Kaufes veröffentlicht Woot Statistiken zum Tagesangebot. Diese beinhalten unter vielem anderen zum Beispiel Daten zum ersten und letzten Käufer, verschiedenen Messgrößen zu Verkaufszeiten, dem Erfahrungsgrad der Käufer.

## Kritikpunkte

### Kundenservice
Woot bietet kein ausreichendes Widerrufsrecht und akzeptiert lediglich die Rückgabe defekter Produkte. Entsprechend seiner Corporate Identity geht Woot unfreundlich mit seinen Kunden um und fordert sie dazu auf, bei Unzufriedenheit die Produkte auf eBay zu versteigern und Produktfehler zunächst auf falsche Bedienung zurückzuführen.

### Lieferzeiten
Um Kosten zu sparen, nutzt Woot FedEx Smartpost zur Auslieferung kleiner und leichter Artikel. Diese Versandmethode gibt die Pakete vor der Auslieferung an die staatliche Post USPS weiter, was die Lieferzeiten verlängert. Eine kostenpflichtige Über-Nacht-Lösung wie bei Woot Shirt gibt es auf der Woot-Hauptseite nicht.

### Serverzusammenbrüche
Während eines Woot Offs oder eines BOC Verkaufs brechen immer wieder die Server unter der großen Kundenanfrage zusammen.

### Zensur der Wettbewerbe
Woot behält sich das Recht vor, im Rahmen seiner Kreativwettbewerbe Beiträge ohne Nennung von Gründen auszuschließen.

## Vergleichbare deutsche Angebote
Nicht nur in den USA hat Woot mit Angeboten wie „Zazz“ und „MidnightBox“ Konkurrenz bekommen. Europaweit hat sich ein 3-Milliarden-Euro-Markt für das sogenannte Liveshopping entwickelt.
Etwa zur gleichen Zeit als Woot in den USA seine ersten Erfolge feierte, startete in Europa die erste Verkaufsplattform, die auf einem vergleichbaren System basierte. 2005 ging die niederländische Verkaufsplattform „iBOOD“ online.
Der erste rein deutsche Marktnachfolger des amerikanischen Woots war der Düsseldorfer Shop „Schutzgeld“, der Ende 2006 seinen Betrieb aufnahm und bis zu 20.000 Usern täglich ein Preisverbrechen bot. Schutzgeld schloss jedoch Ende 2008 seine Pforten.
Nachdem der Cyberport-Ableger „Cyberport.24“ trotz einer Beteiligung von Hubert Burda Media bereits kurz nach seinem Start wieder aufgeben musste, war der Kölner Sportartikel-Shop „Sportlet“ Anfang 2007 der vierte Anbieter auf dem deutschen Markt.
Im Februar 2008 gab es etwa 14 deutschsprachige Shops nach dem „One-deal-a-day“ Geschäftsprinzip. Einige von Ihnen bedienen wie das amerikanische Pendant Woot! vornehmlich den Informationstechnik- und Elektronikbereich. Andere Anbieter wie „ABeDi“, „NIBOKI“ oder Sportlet spezialisierten sich auf Reisen, Kunst oder Sport.
Neben dem Verkaufssystem orientierten sich einige der deutschen Shops auch an den erfolgreichen Verkaufsstrategien von Woot. Darunter zum Beispiel die „Bag of Crap“, Podcasts und die „Woot Offs“, welche in verschiedenen Variationen und unter verschiedenen Namen angeboten werden. Einige von Ihnen überraschten aber auch mit ganz eigenen Ideen: Einer der großen Anbieter am deutschen Markt „Guut“ führte „Guutscheine“ ein. Ein weiterer großer Anbieter „Preisbock“ führte Kaufbewertungen ein und sorgt so für größtmögliche Transparenz. „24Limit“ bot themenspezifische Angebote wie Kondome zum Welt-Aids-Tag oder einen Kuchen in Herzform zum Valentinstag an. Ende 2008 gab es bereits über vierzig Liveshopping-Anbieter in Deutschland.